# Formel-3-Masters 2012
Das Formel-3-Masters 2012 war das 22. Formel-3-Masters. Es fand am 15. Juli 2012 in Zandvoort statt.

## Berichte

### Hintergrund
Zum Formel-3-Masters 2012 traten 18 Piloten aus dem deutschen Formel-3-Cup, der europäischen Formel-3-Meisterschaft und der britischen Formel-3-Meisterschaft an. Zusätzlich bestritten jeweils ein Pilot aus der Formel Renault BARC und der GP3-Serie das Rennen.
Drei Piloten starteten mit Volkswagen-, 15 Piloten mit Mercedes-Benz- und zwei Piloten mit Honda-Motor.

### Qualifying
Das erste Qualifying fand auf nasser Strecke statt. Hier war Daniel Juncadella der Schnellste vor Carlos Sainz jr. und Alex Lynn.
Der zweite Qualifyingabschnitt wurde unter besseren Witterungsbedingungen gefahren und alle Piloten verbesserten ihre Zeiten deutlich. Auch hier war Juncadella der Schnellste und sicherte sich die Pole-Position vor Sainz und Raffaele Marciello.

### Rennen
Juncadella startete von der Pole-Position gut und behielt die Führung. Der von Position zwei startende Sainz verlor beim Start zwei Plätze an Marciello und Hannes van Asseldonk und lag nach der ersten Runde auf Position vier.
Die beiden Führenden setzen sich schnell vom Feld ab und fuhren ohne Druck ihre Positionen bis ins Ziel. Van Asseldonk hingegen musste sich das ganze Rennen gegen Sainz verteidigen. Er hielt dem Druck stand und errang die letzte Podestplatzierung, gefolgt von Sainz, Pascal Wehrlein und William Buller.

## Meldeliste
| Team               | Nr. | Fahrer               | Chassis | Motor         | reguläre Meisterschaft             |
| ------------------ | --- | -------------------- | ------- | ------------- | ---------------------------------- |
| Mücke Motorsport   | 01  | Felix Rosenqvist     | Dallara | Mercedes-Benz | Europäische Formel-3-Meisterschaft |
| Mücke Motorsport   | 02  | Pascal Wehrlein      | Dallara | Mercedes-Benz | Europäische Formel-3-Meisterschaft |
| Carlin             | 03  | Dennis van de Laar   | Dallara | Volkswagen    | Deutscher Formel-3-Cup             |
| Carlin             | 04  | Carlos Sainz junior  | Dallara | Volkswagen    | Europäische Formel-3-Meisterschaft |
| Carlin             | 05  | William Buller       | Dallara | Volkswagen    | Europäische Formel-3-Meisterschaft |
| Prema Powerteam    | 07  | Raffaele Marciello   | Dallara | Mercedes-Benz | Europäische Formel-3-Meisterschaft |
| Prema Powerteam    | 08  | Daniel Juncadella    | Dallara | Mercedes-Benz | Europäische Formel-3-Meisterschaft |
| Prema Powerteam    | 09  | Michael Lewis        | Dallara | Mercedes-Benz | Europäische Formel-3-Meisterschaft |
| Prema Powerteam    | 10  | Sven Müller          | Dallara | Mercedes-Benz | Europäische Formel-3-Meisterschaft |
| Fortec Motorsport  | 11  | Felix Serralles      | Dallara | Mercedes-Benz | Britische Formel-3-Meisterschaft   |
| Fortec Motorsport  | 12  | Alex Lynn            | Dallara | Mercedes-Benz | Britische Formel-3-Meisterschaft   |
| Fortec Motorsport  | 14  | Hannes van Asseldonk | Dallara | Mercedes-Benz | Britische Formel-3-Meisterschaft   |
| Fortec Motorsport  | 15  | Luís Felipe Derani   | Dallara | Mercedes-Benz | Britische Formel-3-Meisterschaft   |
| Double R Racing    | 16  | Conor Daly           | Dallara | Mercedes-Benz | GP3-Serie                          |
| Double R Racing    | 17  | Geoff Uhrhane        | Dallara | Mercedes-Benz | Britische Formel-3-Meisterschaft   |
| Jo Zeller Racing   | 18  | Andrea Roda          | Dallara | Mercedes-Benz | Europäische Formel-3-Meisterschaft |
| Jo Zeller Racing   | 30  | Sandro Zeller        | Dallara | Mercedes-Benz | Europäische Formel-3-Meisterschaft |
| Angola Racing Team | 19  | Luís Sá Silva        | Dallara | Mercedes-Benz | Europäische Formel-3-Meisterschaft |
| T-Sport            | 32  | Spike Goddard        | Dallara | Honda         | Britische Formel-3-Meisterschaft   |
| T-Sport            | 33  | Josh Webster         | Dallara | Honda         | Formel Renault BARC                |

## Klassifikationen

### Qualifying
| Pos. | Fahrer               | Team               | Q1       | Q2       |
| ---- | -------------------- | ------------------ | -------- | -------- |
| 01   | Daniel Juncadella    | Prema Powerteam    | 1:45,127 | 1:31,783 |
| 02   | Carlos Sainz junior  | Carlin             | 1:45,269 | 1:32,312 |
| 03   | Raffaele Marciello   | Prema Powerteam    | 1:46,132 | 1:32,433 |
| 04   | Hannes van Asseldonk | Fortec Motorsport  | 1:46,044 | 1:32,533 |
| 05   | Felix Rosenqvist     | Mücke Motorsport   | 1:46,027 | 1:32,555 |
| 06   | Pascal Wehrlein      | Mücke Motorsport   | 1:46,051 | 1:32,629 |
| 07   | William Buller       | Carlin             | 1:45,794 | 1:32,698 |
| 08   | Sven Müller          | Prema Powerteam    | 1:46,917 | 1:32,768 |
| 09   | Michael Lewis        | Prema Powerteam    | 1:46,417 | 1:32,779 |
| 10   | Alex Lynn            | Fortec Motorsport  | 1:45,569 | 1:32,782 |
| 11   | Pipo Derani          | Fortec Motorsport  | 1:46,478 | 1:32,878 |
| 12   | Felix Serralles      | Fortec Motorsport  | 1:47,020 | 1:32,915 |
| 13   | Dennis van de Laar   | Carlin             | 1:46,541 | 1:33,087 |
| 14   | Conor Daly           | Double R Racing    | 1:46,940 | 1:33,963 |
| 15   | Geoff Uhrhane        | Double R Racing    | 1:47,185 | 1:34,026 |
| 16   | Andrea Roda          | Jo Zeller Racing   | 1:49,195 | 1:34,103 |
| 17   | Sandro Zeller        | Jo Zeller Racing   | 1:49,432 | 1:34,125 |
| 18   | Luís Sá Silva        | Angola Racing Team | 1:48,709 | 1:34,366 |
| 19   | Spike Goddard        | T-Sport            | 1:50,841 | 1:35,562 |
| 20   | Josh Webster         | T-Sport            | 1:48,234 | 1:36,550 |

### Rennen
| Pos. | Nr.                  | Fahrer             | Team | Runden      | Zeit | Start |
| ---- | -------------------- | ------------------ | ---- | ----------- | ---- | ----- |
| 01   | Daniel Juncadella    | Prema Powerteam    | 25   | 0:39:28,565 | 01   |       |
| 02   | Raffaele Marciello   | Prema Powerteam    | 25   | + 7,594     | 03   |       |
| 03   | Hannes van Asseldonk | Fortec Motorsport  | 25   | + 17,394    | 04   |       |
| 04   | Carlos Sainz junior  | Carlin             | 25   | + 18,473    | 02   |       |
| 05   | Pascal Wehrlein      | Mücke Motorsport   | 25   | + 22,008    | 06   |       |
| 06   | William Buller       | Carlin             | 25   | + 27,611    | 07   |       |
| 07   | Alex Lynn            | Fortec Motorsport  | 25   | + 29,450    | 10   |       |
| 08   | Michael Lewis        | Prema Powerteam    | 25   | + 29,975    | 09   |       |
| 09   | Felix Rosenqvist     | Mücke Motorsport   | 25   | + 31,793    | 05   |       |
| 10   | Sven Müller          | Prema Powerteam    | 25   | + 32,613    | 08   |       |
| 11   | Pipo Derani          | Fortec Motorsport  | 25   | + 34,110    | 11   |       |
| 12   | Geoff Uhrhane        | Double R Racing    | 25   | + 41,954    | 15   |       |
| 13   | Dennis van de Laar   | Carlin             | 25   | + 48,363    | 13   |       |
| 14   | Andrea Roda          | Jo Zeller Racing   | 25   | + 50,978    | 16   |       |
| 15   | Conor Daly           | Double R Racing    | 25   | + 56,787    | 14   |       |
| 16   | Josh Webster         | T-Sport            | 25   | + 1:27,234  | 20   |       |
| 17   | Spike Goddard        | T-Sport            | 24   | + 1 Runde   | 19   |       |
| 18   | Luís Sá Silva        | Angola Racing Team | 21   | + 4 Runden  | 18   |       |
| —    | Sandro Zeller        | Jo Zeller Racing   | 16   | DNF         | 17   |       |
| —    | Felix Serralles      | Fortec Motorsport  | 0    | DNF         | 12   |       |